# Thomas C. Südhof
Thomas C. Südhof (Gotinga, Alemania; 22 de diciembre de 1955) es un biólogo, neurólogo e investigador científico, galardonado en el año 2013 con el Premio Nobel de Medicina.
Fue doctorado en la Universidad de Harvard y discípulo de los ganadores del premio Nobel de Medicina en 1985 Michael Stuart Brown y Joseph Leonard Goldstein, cuyo trabajo sobre la mecánica de transmisión de los fluidos celulares serían el punto de partido de su tesis postdoctoral.
En el 2013, se le otorgó el Premio Nobel de Medicina junto a James E. Rothman y Randy Schekman por sus estudios sobre el funcionamiento del tráfico en la vesícula celular. Dicho galardón estuvo precedido por la obtención del premio Albert Lasker confirmando una tradición según la cual cerca de la mitad de los galardonados con el Lasker, reciben posteriormente el Nobel. Actualmente es profesor de la Universidad de Stanford.

## Biografía
Südhof nació en Göttingen, Alemania en 1955. Pasó su infancia en Göttingen y Hannover . Estudió música en su juventud, específicamente fagot, y ha reconocido a su instructor de fagot , Herbert Tauscher, como su "maestro más influyente". Se graduó de la Escuela Waldorf de Hannover en 1975. Südhof estudió medicina en la Universidad RWTH Aachen , la Universidad de Harvard y luego en la Universidad de Göttingen . En Göttingen Südhof trabajó en su tesis doctoral, en la que describió la estructura y función de las células cromafines , en el Instituto Max Planck de Química Biofísica en el laboratorio de Victor P. Whittaker . En 1982, recibió su doctorado en ciencias médicas (Dr.med.) De la Universidad de Göttingen .